# Janner Corozo
Janner Hitcler Corozo Alman (ur. 8 września 1995 w Guayaquil) – ekwadorski piłkarz występujący na pozycji skrzydłowego, reprezentant Ekwadoru, od 2023 roku zawodnik Barcelony SC.